# Marianao
Marianao è un municipio della capitale cubana dell'Avana.